# Deep Purple in Concert
Deep Purple in Concert е концертен албум на британската хардрок група Deep Purple. Съдържа два концерта записани от BBC (за колекцията им In Concert), от 1970 и 1972 година.

### CD 1: 1970
1. Speed King – 7:22
2. Child in Time – 11:06
3. Wring That Neck (Блекмор, Ник Симпер, Лорд, Пейс) – 18:59
4. Mandrake Root (Род Еванс, Блекмор, Лорд) – 17:38

### CD 2: 1972
1. Highway Star – 8:32
2. Strange Kind of Woman – 9:17
3. Maybe I'm a Leo – 6:17
4. Never Before – 4:34
5. Lazy – 10:22
6. Space Truckin' – 21:46
7. Smoke on the Water – 7:09
8. Lucille (Албърт Колинс, Little Richard) – 7:21

## Състав
- Иън Гилън – вокал
- Ричи Блекмор – китара
- Роджър Глоувър – бас
- Джон Лорд – клавишни
- Иън Пейс – барабани